# Dimitry Margolin
Dimitry Margolin (ur. 8 stycznia 1970) – izraelski wioślarz.

## Osiągnięcia
- Mistrzostwa Świata – Eton 2006 – czwórka bez sternika wagi lekkiej – 22. miejsce[1].
- Mistrzostwa Świata – Monachium 2007 – dwójka podwójna wagi lekkiej – 24. miejsce[1].
- Mistrzostwa Świata – Linz 2008 – jedynka wagi lekkiej – 23. miejsce[1].
- Mistrzostwa Europy – Ateny 2008 – dwójka podwójna wagi lekkiej – 12. miejsce[1].